# Solectric
Die Solectric GmbH ist ein Distributor für Drohnen-, Foto-, Video- und Smart-Home-Technologie in Ubstadt-Weiher im Landkreis Karlsruhe in Baden-Württemberg.

## Unternehmen
Der Hauptgeschäftszweig der Solectric GmbH liegt in der Distribution von Drohnen mit Kameratechnologie für den privaten Gebrauch und den industriellen Einsatz. Diese umfasst die Beratung, den Verkauf, Schulungen und technische Services der Drohnen. Das Unternehmen ist einer der größten deutschen Partner des chinesischen Technologieunternehmen DJI. In der Industrie werden Drohnen für Landwirtschaft und Agrar, Umwelttechnik, Vermessung, Baustellen und Inspektionen angewendet. Daher zählen vor allem Unternehmen aus den Bereichen Agrarwirtschaft, Behörden und Organisationen mit Sicherheitsaufgaben (BOS) sowie der Energiewirtschaft zu den Kunden der Solectric GmbH. Im privaten Sektor erfolgt die Distribution der Drohnen gemeinsam mit dem Partner DJI. Die Solectric GmbH betreibt hierbei die DJI-Geschäfte in Frankfurt am Main (seit 2017), Oberhausen, München (seit 2023) und Wien (seit 2024). Zudem befinden sich Foto- und Videokameras sowie Smart-Home-Geräte, wie z. B. Überwachungskameras oder smarte Motorrad-Assistenten, im Sortiment für Privatpersonen. Als weiterer Geschäftszweig agiert die Solectric GmbH im Bildungssektor. Gemeinsam mit STEM-Lösungsanbietern werden digitale Bildungsprodukte für das Selbststudium und Schulungen in den STEM-Fächern entwickelt. Dabei beschäftigt sich das Unternehmen mit der Bereitstellung von Hard- und Software-Produkten, Hilfsmaterialien und Online-Bildungsressourcen. Das Unternehmen agiert weltweit in den acht Ländern Deutschland (Hauptstandort), Brasilien, Volksrepublik China, Indien, Italien, Polen, Österreich und Thailand.
Die Geschäftsleitung teilen sich Denis Hausberger und Olaf Kappler.

## Geschichte
1986 wurde die Solectric GmbH, spezialisiert auf Photovoltaikanlagen, von Dr. Helmut Hausberger gegründet. 2007 übernahm sein Sohn, Denis Hausberger, das Unternehmen. Er legte den Fokus auf LED-Licht-Technologie. 2013 wurde die Geschäftsführung geteilt. Mit dem Einstieg von Olaf Kappler erfolgte der Umstieg auf das Drohnen-Geschäft. 2016 fand die Erweiterung des Geschäftsfeldes um Industrie-Lösungen statt. Solectric wurde dadurch zum Ansprechpartner für Behörden und Unternehmen beim Erwerb und der Beratung maßgeschneiderter Drohnenlösungen. 2017 kam der Bereich „Educational Solutions“ hinzu, um Bildungslösungen und Equipment für digitale Bildung zur Verfügung zu stellen.

## Auszeichnungen
- 2018: 1. Platz Focus-Business-Wachstumschampions 2019[16]

- 2019: 4. Platz FT1000-Ranking der Financial Times[17]